# Bačvice
Bačvice (en cyrillique : Бачвице) est un village de Bosnie-Herzégovine. Il est situé dans la municipalité de Travnik, dans le canton de Bosnie centrale et dans la fédération de Bosnie-et-Herzégovine. Selon les premiers résultats du recensement bosnien de 2013, il compte 597 habitants.

## Démographie

### Évolution historique de la population dans la localité
| 1948 | 1953 | 1961 | 1971 | 1981 | 1991 | 2013 |
| ---- | ---- | ---- | ---- | ---- | ---- | ---- |
| -    | -    | 554  | 709  | 588  | 747  | 597  |

|  |

### Communauté locale
En 1991, la communauté locale de Bačvice comptait 2 169 habitants, répartis de la manière suivante :